# Škotska rukometna reprezentacija
Škotska rukometna reprezentacija predstavlja Škotsku u športu rukometu u međunarodnim rukometnim natjecanjima.
Krovna organizacija je Škotski rukometni savez (Scottish Handball Association).

## Međunarodna natjecanja

### Trofej Challenge 2005.
U međunarodnim natjecanjima natječe se od 2005. u trofeju Challenge Europske rukomente federacije, natjecanju za rukometne zemlje u razvitku. Na tom turniru koji se održao u irskom Dublinu, škotska je reprezentacija osvojila treće mjesto, pobijedivši Englesku u doigravanju. U 1. fazi koja se igrala u skupini, Škotska je završila na četvrtom mjestu, iza Moldavije, Azerbajdžana i Engleske, a ispred Malte i Irske, respektivno.

### Trofej Challenge 2007.
U kvalifikacijama za ovaj trofej, Škotska je završila na 5. mjestu u skupini L iza Luksemburga, Farskih otoka, Engleske i Irske, a ispred Malte, respektivno.

### Trofej Challenge 2009.
Predviđeno je da škotski sastav sudjeluje u natjecanju od listopada 2009. U skupini G2 završila je na 4. mjestu, iza Finske, Malte i Irske, respektivno.

## Vanjske poveznice
- Stranice Škotskog rukometnog saveza
- EHF Lihtenštajn